# Sainte-Agnès (Isèra)
Sainte-Agnès és un municipi francès situat al departament de la Isèra i a la regió d'Alvèrnia-Roine-Alps. L'any 2007 tenia 521 habitants.

## Demografia

### Població
El 2007 la població de fet de Sainte-Agnès era de 521 persones. Hi havia 205 famílies de les quals 40 eren unipersonals (16 homes vivint sols i 24 dones vivint soles), 67 parelles sense fills, 74 parelles amb fills i 24 famílies monoparentals amb fills.
La població ha evolucionat segons el següent gràfic:
Habitants censats

### Habitatges
El 2007 hi havia 265 habitatges, 201 eren l'habitatge principal de la família, 51 eren segones residències i 13 estaven desocupats. 250 eren cases i 6 eren apartaments. Dels 201 habitatges principals, 157 estaven ocupats pels seus propietaris, 33 estaven llogats i ocupats pels llogaters i 11 estaven cedits a títol gratuït; 2 tenien una cambra, 9 en tenien dues, 21 en tenien tres, 37 en tenien quatre i 132 en tenien cinc o més. 180 habitatges disposaven pel capbaix d'una plaça de pàrquing. A 67 habitatges hi havia un automòbil i a 121 n'hi havia dos o més.

### Piràmide de població
La piràmide de població per edats i sexe el 2009 era:
| Homes | Edats   | Dones |
| ----- | ------- | ----- |
| 0     | 95 o +  | 0     |
| 0     | 90 a 94 | 4     |
| 0     | 85 a 89 | 0     |
| 0     | 80 a 84 | 12    |
| 8     | 75 a 79 | 12    |
| 16    | 70 a 74 | 8     |
| 4     | 65 a 69 | 8     |
| 12    | 60 a 64 | 0     |
| 8     | 55 a 59 | 12    |
| 20    | 50 a 54 | 24    |
| 16    | 45 a 49 | 12    |
| 24    | 40 a 44 | 20    |
| 20    | 35 a 39 | 24    |
| 16    | 30 a 34 | 20    |
| 0     | 25 a 29 | 8     |
| 4     | 20 a 24 | 8     |
| 20    | 15 a 19 | 4     |
| 20    | 10 a 14 | 16    |
| 8     | 5 a 9   | 16    |
| 16    | 0 a 4   | 12    |

## Economia
El 2007 la població en edat de treballar era de 327 persones, 245 eren actives i 82 eren inactives. Les 245 persones actives estaven ocupades(131 homes i 114 dones).. De les 82 persones inactives 33 estaven jubilades, 23 estaven estudiant i 26 estaven classificades com a «altres inactius».

### Ingressos
El 2009 a Sainte-Agnès hi havia 202 unitats fiscals que integraven 532 persones, la mediana anual d'ingressos fiscals per persona era de 24.155 €.

### Activitats econòmiques
Dels 22 establiments que hi havia el 2007, 3 eren d'empreses extractives, 1 d'una empresa de fabricació d'altres productes industrials, 2 d'empreses de construcció, 1 d'una empresa de transport, 2 d'empreses d'hostatgeria i restauració, 1 d'una empresa financera, 1 d'una empresa immobiliària, 5 d'empreses de serveis, 4 d'entitats de l'administració pública i 2 d'empreses classificades com a «altres activitats de serveis».
Dels 4 establiments de servei als particulars que hi havia el 2009, 1 era un paleta, 1 fusteria i 2 restaurants.
L'any 2000 a Sainte-Agnès hi havia 9 explotacions agrícoles que ocupaven un total de 140 hectàrees.

## Equipaments sanitaris i escolars
L'únic equipament sanitari que hi havia el 2009 era una ambulància.
El 2009 hi havia una escola elemental integrada dins d'un grup escolar amb les comunes properes formant una escola dispersa.

## Poblacions més properes
El següent diagrama mostra les poblacions més properes.